# 老虎基金
老虎基金（英語：Tiger Management），是朱利安·罗伯逊在1980年创立的对冲基金，创立资本为800万美元。至1998年以每年均盈利25%的业绩，名列全球第二名。但是，2000年其资本由220亿美元跌到60亿美元。

## 名字由来
老虎基金的名字来源于创始人罗伯逊7岁儿子司班塞的提议。当时罗伯逊和合伙人苦思冥想也想不到合适的名字，司班塞注意到父亲常把记不住名字的人统称为"老虎"，便建议用这个名字，最终被采纳。

## 经典案例
老虎基金以“自下而上选股+宏观套利”的双轨模型著称，典型案例包括1992年参与英镑汇率战役（与索罗斯量子基金协同行动）和1994年通过墨西哥比索危机获利。